# Sigismondo Gonzaga
Sigismondo Gonzaga (Mantua, 1469 - ib., 3 de octubre de 1525) fue un eclesiástico italiano.

## Primeros años

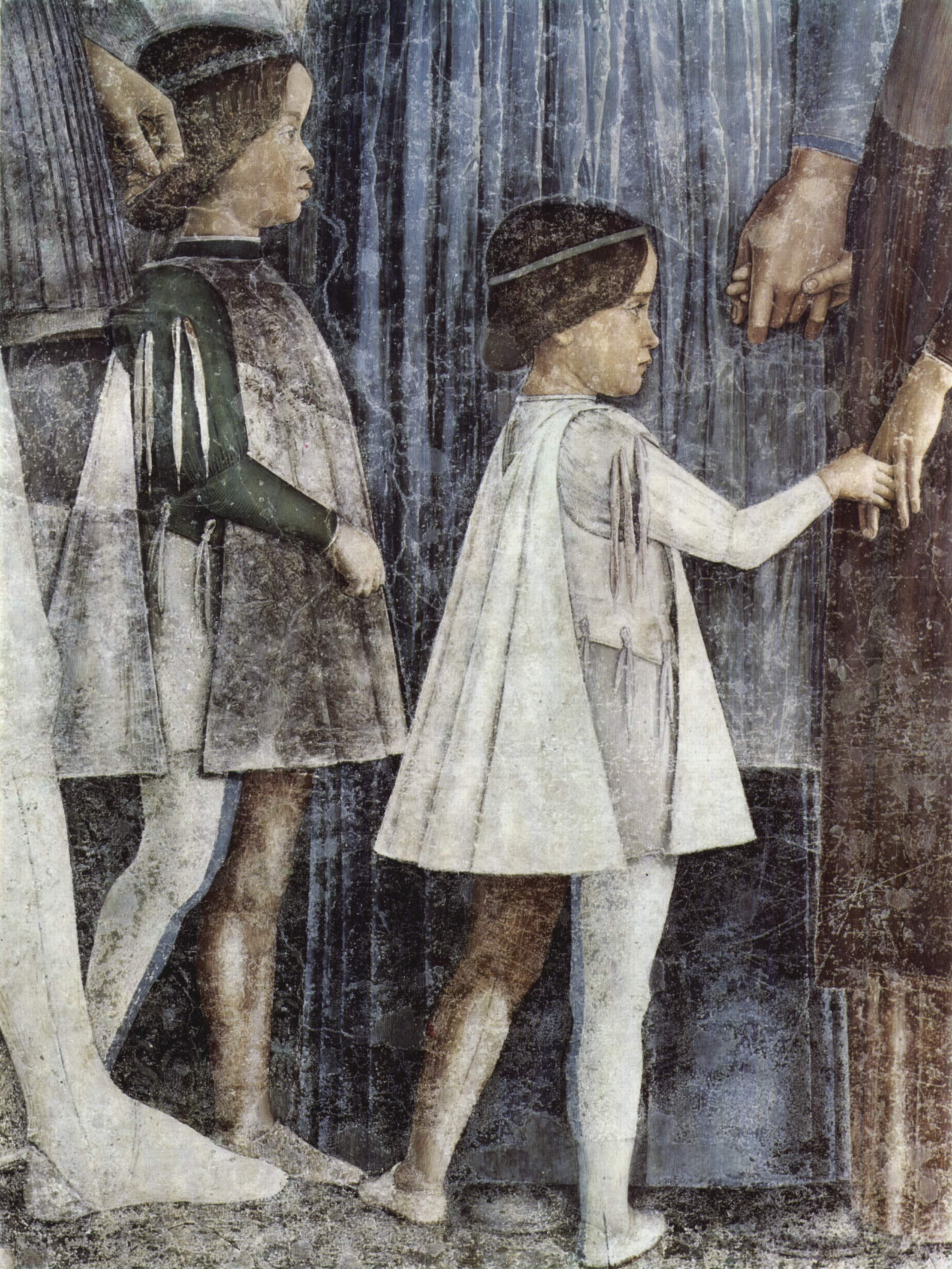
Francesco y Sigismondo Gonzaga, retratados por Andrea Mantegna.

Nacido en 1469 en el seno de la influyente y noble familia Gonzaga, que desde hacía más de un siglo mantenía la titularidad del Marquesado de Mantua y con ella el gobierno de la ciudad y del obispado, era el segundo o tercer hijo de Federico I Gonzaga, que diez años después heredaría el marquesado, y de Margarita de Wittelsbach, hija a su vez de los duques de Baviera. 
Destinado desde su nacimiento a la carrera eclesiástica, a los diez años recibió la tonsura, y pocos años después los cargos de protonotario apostólico y primicerio de la colegiata de San Andrés, con el patrocinio de su tío el cardenal Francesco Gonzaga. A la muerte de éste, ocurrida en 1483, la familia puso en él sus expectativas para sucederle en la púrpura cardenalicia: las gestiones de su padre y después las de su hermano Francesco, nuevo marqués de Mantua, de su hermana Elisabetta, duquesa de Urbino, de sus cuñados los milaneses Ludovico y Ascanio Sforza y del dux de Venecia Agostino Barbarigo, ante las cortes papales de Sixto IV, Inocencio VIII y de Alejandro VI le costaron a la familia 16.000 ducados, aunque el capelo todavía tardaría en llegar. 
Entretanto, Sigismondo completaba su formación bajo la tutela de afamados humanistas, entre los que se encontraban Gianfrancesco Gennesi, Giovanni Mario Filelfo o Battista Spagnoli, y tras pasar por el Estudio de Pavía colaboraba en el gobierno del marquesado con su hermano Francesco, y en las ausencias de éste, con su esposa Isabel de Este. 

## Cardenalato
La boda en marzo de 1505 de su hermana Eleonora con el duque de Urbino Francesco Maria della Rovere, sobrino del papa Julio II, dio un nuevo impulso a sus aspiraciones. De acuerdo con lo establecido en las capitulaciones matrimoniales, Sigismondo fue creado cardenal diácono en el consistorio celebrado el 1 de diciembre de ese mismo año, recibiendo el título de Santa María Nuova y una pensión anual de 2000 ducados. 
Habiendo trasladado su residencia a Roma, en 1506 fue nombrado cardenal protector de la Orden de los carmelitas, y durante los dos años siguientes ofició como legado en Las Marcas hasta que la Guerra de la Liga de Cambrai alteró sus planes: su hermano Francesco había sido hecho prisionero por los venecianos, y Sigismondo regresó a Mantua en 1509 para ayudar a su cuñada Isabel a superar la inestable situación que atravesaba el marquesado. 
En 1511 fue nombrado obispo de Mantua sucediendo al difunto Ludovico Gonzaga; mantendría la diócesis hasta renunciar en favor de su sobrino Ercole en 1521, aunque por sus frecuentes ausencias hubo de delegar su misión pastoral en los obispos sufragáneos: el franciscano Niccolò Grossetto y el agustino Ambrogio Flandino.
Tras la liberación del hermano volvió con el séquito papal, actuando durante un breve periodo como legado en Bolonia en sustitución del cardenal Giovanni de Médici, que había sido hecho preso en la batalla de Rávena. 
Participó en el cónclave de 1513 que eligió como papa a León X, en el de 1521 en que lo fue Adriano VI y en el de 1523 en que salió Clemente VII. Durante algunos meses de 1524 fue también administrador de la diócesis de Aversa. 
Fallecido en Mantua a los 56 años de edad, fue sepultado en la sacristía de la catedral de San Pedro de esta misma ciudad hasta que en 1595 el obispo Francesco Gonzaga dispuso la erección de su monumento fúnebre en el  presbiterio.